# Estación de Sama
Sama es una estación de ferrocarril situada en el municipio español de Langreo, en el Principado de Asturias. Forma parte de la línea C-2 de Cercanías Asturias y cuenta con servicios de pasajeros. Se encuentra ubicada dentro de la localidad de Sama.

## Situación ferroviaria
Las instalaciones se encuentran situada sen el punto kilométrico 18,366 de la línea férrea de ancho ibérico Soto de Rey-El Entrego, a 218 metros de altitud sobre el nivel del mar, entre las estaciones de La Felguera y Ciaño. El tramo es de vía única y está electrificado.

## Historia
La actual estación fue abierta al tráfico el 1 de julio de 1894 con la apertura de la línea Soto de Rey-Ciaño. Este ferrocarril de clara vocación minera fue construido por Norte aunque la concesión inicial la obtuvo el Conde Sizzo-Noris en 1888. Norte explotó el trazado hasta su desaparición en 1941 con la nacionalización del ferrocarril en España y la creación de RENFE. 
Desde el 31 de diciembre de 2004 Renfe Operadora explota la línea mientras que Adif es la titular de las instalaciones ferroviarias.

## Cercanías
Forma parte de la línea C-2 de Cercanías Asturias. La frecuencia habitual de trenes es de un tren cada 60 minutos.
| procedencia/destino | < estación  | Línea | estación > | destino/procedencia |
| ------------------- | ----------- | ----- | ---------- | ------------------- |
| Llamaquique         | La Felguera |       | Ciaño      | El Entrego          |